# Segundo Gobierno Fernández Albor
El segundo gobierno de Gerardo Fernández Albor en la Xunta de Galicia se constituyó tras las elecciones gallegas de 1985, en las que Alianza Popular obtuvo la mayoría simple. Fernández Albor fue investido presidente por el Parlamento de Galicia el 23 de noviembre de 1985 y nombrado oficialmente mediante Real Decreto el 27 de noviembre de 1985.  
Su mandato se prolongó hasta septiembre de 1987, cuando una moción de censura lo sustituyó por Fernando González Laxe.

## Contexto
En las elecciones de 1985, Alianza Popular (AP) consiguió 34 escaños, lejos de la mayoría absoluta (38), pero suficiente para seguir en la presidencia con apoyos parlamentarios externos.  
Durante este período se intensificó la negociación con la Comunidad Económica Europea en materia pesquera y agraria, al tiempo que crecían las tensiones políticas internas en la propia AP gallega.

## Investidura y nombramiento
El Parlamento de Galicia invistió a Fernández Albor presidente el 23 de noviembre de 1985, siendo nombrado oficialmente mediante el Real Decreto 2180/1985, de 27 de noviembre.

## Principales actuaciones
El gobierno impulsó medidas de apoyo a la modernización del sector agroganadero y defendió la posición gallega en Bruselas ante los primeros efectos de la integración en la Comunidad Económica Europea (1986).

## Crisis política y moción de censura
A mediados de 1987, Fernández Albor perdió el apoyo de parte de sus aliados parlamentarios, lo que derivó en la presentación de una moción de censura liderada por el PSdeG-PSOE, que prosperó el 24 de septiembre de 1987, dando paso al ejecutivo de Fernando González Laxe.

## Cronología
- 23 de noviembre de 1985: investidura en el Parlamento de Galicia.
- 27 de noviembre de 1985: nombramiento oficial mediante Real Decreto 2180/1985.[7]
- 24 de septiembre de 1987: moción de censura que dio paso al gobierno de Fernando González Laxe.

## Composición
El gabinete de 1985, formado íntegramente por miembros de AP, mantuvo gran parte de los conselleiros del primer mandato, aunque introdujo algunos cambios.
|                                               |                                            |                                                                                 |                                                                                 |  |
| Segundo Gobierno de Gerardo Fernández Albor   |                                            |                                                                                 |                                                                                 |  |
| 3 de marzo de 1986 - 30 de septiembre de 1987 |                                            |                                                                                 |                                                                                 |  |
|                                               | Alianza Popular de Galicia                 |                                                                                 |                                                                                 |  |
|                                               | Partido Liberal                            |                                                                                 |                                                                                 |  |
|                                               | Partido Demócrata Popular                  |                                                                                 |                                                                                 |  |
|                                               | Independiente                              |                                                                                 |                                                                                 |  |
| Presidente                                    | Presidente                                 |                                                                                 | Gerardo Fernández Albor 3 de marzo de 1986-30 de septiembre de 1987             |  |
| Vicepresidente                                | Vicepresidente                             |                                                                                 | José Luis Barreiro Rivas 3 de marzo de 1986-5 de noviembre de 1986              |  |
| Vicepresidente                                | Vicepresidente                             | Mariano Rajoy Brey 5 de noviembre de 1986-30 de septiembre de 1987              |                                                                                 |  |
| Presidencia                                   | Presidencia                                |                                                                                 | José Luis Barreiro Rivas 3 de marzo de 1986-5 de noviembre de 1986              |  |
| Presidencia                                   | Presidencia                                | Manuel Ángel Villanueva Cendón 5 de noviembre de 1986-30 de septiembre de 1987  |                                                                                 |  |
| Economía y Hacienda                           | Economía y Hacienda                        |                                                                                 | José Antonio Orza Fernández 3 de marzo de 1986-5 de noviembre de 1986           |  |
| Economía y Hacienda                           | Economía y Hacienda                        | Carlos Otero Díaz 5 de noviembre de 1986-30 de septiembre de 1987               |                                                                                 |  |
| Ordenación del Territorio y Obras Públicas    | Ordenación del Territorio y Obras Públicas |                                                                                 | Francisco Javier Suárez-Vence Santiso 3 de marzo de 1986-5 de noviembre de 1986 |  |
| Ordenación del Territorio y Obras Públicas    | Ordenación del Territorio y Obras Públicas | Fernando Pedrosa Roldán 5 de noviembre de 1986-30 de septiembre de 1987         |                                                                                 |  |
| Educación                                     | Educación                                  |                                                                                 | Víctor Manuel Vázquez Portomeñe 3 de marzo de 1986-5 de noviembre de 1986       |  |
| Educación                                     | Educación                                  | María Jesús Amparo Sáinz García 5 de noviembre de 1986-30 de septiembre de 1987 |                                                                                 |  |
| Trabajo, Industria y Turismo                  | Trabajo, Industria y Turismo               |                                                                                 | Luciano Asorey Fernández 3 de marzo de 1986-30 de septiembre de 1987            |  |
| Sanidad y Seguridad Social                    | Sanidad y Seguridad Social                 |                                                                                 | José María Hernández Cochón 3 de marzo de 1986-30 de septiembre de 1987         |  |
| Agricultura                                   | Agricultura                                |                                                                                 | Fernando Garrido Valenzuela 3 de marzo de 1986-5 de noviembre de 1986           |  |
| Agricultura                                   | Agricultura                                | Ángel Ruiz Fidalgo 5 de noviembre de 1986-30 de septiembre de 1987              |                                                                                 |  |
| Cultura y Bienestar Social                    | Cultura y Bienestar Social                 |                                                                                 | Alejandrino Fernández Barreiro 3 de marzo de 1986-30 de septiembre de 1987      |  |
| Pesca, Mariscos y Cultivos Marinos            | Pesca, Mariscos y Cultivos Marinos         |                                                                                 | Juan Manuel Páramo Neira 3 de marzo de 1986-30 de septiembre de 1987            |  |